# 1978 în jocuri video
Acest articol prezintă evenimente importante legate de jocuri video din anul 1978. Vezi și istoria jocurilor video.

## Evenimente
În 1978 au fost lansate noi jocuri video, cum ar fi Space Invaders, Gee Bee, Football. Anul este considerat începutul epocii de aur a jocurilor video arcade. Jocul video cu cele mai mari încasări al anului a fost jocul arcade Space Invaders de la Taito, în timp ce cel mai bine vândut sistem de jocuri pentru  acasă a fost Atari Video Computer System (Atari VCS) sau Atari 2600 (care a fost lansată în octombrie 1977), cu 300.000 de exemplare vândute.
Piața americană a jocurilor arcade a generat un venit de 1 miliard de dolari. Piața americană a jocurilor video pentru acasă a valorat 200 de milioane de dolari.

### Companii
Companii noi care au apărut: Automated Simulations (mai târziu denumită Epyx), Koei, Muse, Supersoft, Synergistic, U.S. Games